# Gabriel Mercado
Gabriel Iván Mercado vagy egyszerűen Gabriel Mercado (Puerto Madryn, 1987. március 18. –) argentin válogatott labdarúgó, aki jelenleg az Al Rayyan játékosa.

## Sikerei, díjai

### Klub
- Estudiantes
  - Argentin bajnok: 2010 Apertura
- River Plate
  - Argentin bajnok: Torneo Final 2014
  - Copa Campeonato: 2013–14
  - Copa Sudamericana: 2014
  - Recopa Sudamericana: 2015
  - Copa Libertadores: 2015
  - Suruga Bank Championship: 2015

### Válogatott
- Argentína U20
  - U20-as labdarúgó-világbajnokság: 2007
- Argentína
  - Copa América döntős: 2016